# Dwór Weltera
Dwór Weltera – zabytkowy budynek znajdujący się przy ul. Mickiewicza 15 w Białymstoku, zbudowany w połowie XIX wieku.

## Opis
Jako jeden z nielicznych zabytków miasta nie ucierpiał na skutek II wojny światowej. Leży na szlaku białostockich fabrykantów. Wraz z otaczającą działką należy współcześnie do prywatnego właściciela i mieści się w nim apteka.